# Talk to Me (Stevie-Nicks-Lied)
Talk to Me ist ein Lied von Stevie Nicks aus dem Jahr 1985, das von Chas Sandford geschrieben wurde. Es erschien auf dem Album Rock a Little.

## Geschichte
Chas Sandford schrieb auch John Waites Nummer-eins-Hit Missing You. Ebenso spielte Sandford auch die meisten Musikinstrumente bei Talk to Me. Das Lied erhielt die Aufmerksamkeit von Nicks Produzenten Jimmy Iovine, der „die ganze Zeit auf der Suche nach einem Hit für Nicks war.“ Nicks sagte, dass sie es am Anfang nicht mochte, da sie Schwierigkeiten mit dem Gesang hatte, aber Iovine überzeugte sie von der Qualität des Liedes, und sie nahm es schließlich auf. Jedoch erreichten die ersten Aufnahmen zunächst nicht die gewünschte Qualität. Jim Keltner war während der Aufnahme im Studio und fungierte so auch als Schlagzeuger. Nachdem Nicks ihre Schwierigkeiten mit dem Gesang Keltner äußerte, ermutigte er sie, und Nicks sang das Lied anschließend noch mehrere Male ein, bis es die erwünschte Qualität erzielte. Nach seiner Veröffentlichung als dritte Single von Rock a Little war das Lied besonders in den Vereinigten Staaten erfolgreich, wo der Pop-Rock-Titel im Januar 1986 Platz vier in den offiziellen US-Charts und Platz eins in den Rockcharts erreichte.
Stevie Nicks sang Talk to Me erstmals auf ihrer Rock a Little World Tour im Jahr 1986 sowie auf ihrer The Other Side of the Mirror Tour 1989 und auf der Whole Lotta Trouble Tour 1991, wo sie ihr Greatest-Hits-Album Timespace – The Best of Stevie Nicks promotete.

## Musikvideo
Im Musikvideo singt Stevie Nicks das Lied in verschiedenen Räumen direkt vor einer Kamera. In einer Szene singt sie das Lied in einem weißen Raum, wo ihre Backgroundsängerinnen Sharon Celani und Lori Perry und zwei männliche Tänzer zum Lied tanzen. Nicks Bruder Christopher spielt im Video das Saxophon.

## Chartplatzierungen
| ChartsChartplatzierungen       | Höchstplatzierung | Wochen |
| ------------------------------ | ----------------- | ------ |
| Deutschland (GfK)              | 28 (11 Wo.)       | 11     |
| Vereinigte Staaten (Billboard) | 4 (18 Wo.)        | 18     |
| Vereinigtes Königreich (OCC)   | 68 (3 Wo.)        | 3      |

| ChartsJahrescharts (1986)      | Platzierung |
| ------------------------------ | ----------- |
| Vereinigte Staaten (Billboard) | 57          |

## Coverversionen
- 2001: Diva Destruction